# Skagit City
Skagit City az Amerikai Egyesült Államok északnyugati részén, Washington állam Skagit megyéjében, a Skagit folyó északi és déli ágainak találkozásánál fekvő kísértetváros.

## Története

### Megalapítása
Egy Campbell nevű férfi 1868-ban nyitotta meg üzletét, John Barker pedig egy évvel később alapította meg kereskedőhelyét a Skagit folyó két ágának találkozásánál. A déli ág hajózható volt, azonban az északi mocsarakba és csatornákba torkollott. A fák torlódása meggátolta az áramlással ellentétes irányba történő hajózást, viszont ezáltal a kereskedőhely forgalma megnőtt. A torlódás későbbi megszüntetése Skagit City hanyatlásához vezetett.
A telepesek megérkezését követően hamarosan megtörtént a térség első gyilkossága: John Baker megölésének vádjával két indiánt felakasztottak, azonban az eltulajdonított tárgyak alapján később megállapították, hogy a gyilkosságot egy addigra elmenekült fehér férfi követte el.
1874-ben Campbell eltűnt egy erdőben, de ezt csak akkor vették észre, amikor egyik éjszaka „vérfagyasztó sikolyokat” hallottak. Campbell egy indián (Ted-auh-an) nevét üvöltötte. John P. McGlinn szállodatulajdonos szerint a férfi „vallási demenciában” szenvedett. Campbellt James O’Loughlin, a település fémipari üzletének tulajdonosa egy hamis levéllel visszacsalta Skagit Citybe.

### Növekedése
Az 1872-es gazdasági csúcs idején a néha Skagit Forks településsel összetévesztett Skagit Cityben fedett kikötő létesült. A Seattle és a régió közötti utat először a harminc méter hosszú, a térség több településének történetében is fontos szerepet játszó Fanny Lake hajó tette meg; ezt egyes források szerint 1875-ben bocsátották vízre, azonban mások szerint már 1874-ben az útvonalon közlekedett. A jármű 1883. május 21-én elsüllyedt, azonban Joshua Green és partnerei helyreállították.
Skagit Cityt „tipikus vízparti településként” jellemezték. A kikötőt egy komp és más vízi járművek is használták. A településen templom, iskola, szalon és szállók is működtek. A terményeket a Fanny Lake hajóval szállították, azonban az 1893-ban kigyulladt és elsüllyedt.
A Skagit River Journal 1877 körül a következőképpen jellemezte Skagit Cityt: „…a folyó erőforrásainak fejlődése a vállalkozások érdekeit szolgálja, továbbá a Fanny Lake-kel érkező telepesek jelentős népességnövekedést okoznak”.

### Hanyatlása
1874-ben Michler tábornok vizsgálatát követően megkezdődött a feltorlódott fák eltávolítása; ezt követően Skagit City hanyatlani kezdett, és Mount Vernon kezdett fejlődni. A 3,2 km hosszú torlódás mellett más akadályok (például turzások) is voltak.
…az alsó torlódás esetén 400 méter hosszan kellett átvágni a csatornát; a fák a folyófenéktől a felszínig, sokuk pedig 6 méter magasságig, parttól partig ért; a hordalék sok helyen 3 méter magas volt, amin 25 centiméter átmérőjű fák nőttek. A fiatal fákat el kellett hasítani, mielőtt kiemelhették volna őket.

Miután a rönköket elfűrészelték és a vízre engedték, a műveletet további hat réteggel kellett megismételni, így a 45–60 méter szélességű fákat 9–12 méteres darabokra vágták. Az alsó torlódást 1876 szeptemberére szüntették meg, ekkor Mount Vernonban és máshol favágók telepedtek le. A két torlódás közötti hordalék eltakarítása 1877 márciusáig tartott. A két hónapig tartó munkálatok akadályozták a közlekedést. A felső szakaszt 1877 márciusára takarították meg. Az alsóbb részeken rövidebb időszakokban 5–6-an dolgoztak, hogy a lehető legkisebb mértékben zavarják a közlekedést. Ez az összes igénybe vett segítség.
1877-ben az újonnan ásott csatornák is segítettek a torlódások megszüntetésében. 1877 végére a Stillaguamish folyó áramlását gátló torlódás teljes egészében megszűnt.
A víz szabad áramlását követően a 4,8 km-re északra fekvő Mount Vernon fejlődésnek, Skagit City pedig hanyatlásnak indult; egyesek szerint „a régebbi település vállalkozásai egyesével Mount Vernonba költöznek”. 1906-ban Daniel E. Gage üzletének épülete még állt.

## Fordítás
- Ez a szócikk részben vagy egészben  a   Skagit City, Washington című angol Wikipédia-szócikk ezen változatának fordításán alapul.  Az eredeti cikk szerkesztőit annak laptörténete sorolja fel. Ez a jelzés csupán a megfogalmazás eredetét és a szerzői jogokat jelzi, nem szolgál a cikkben szereplő információk forrásmegjelöléseként.